# Offenbacher Fußball-Club Kickers 1901 1974-1975
Questa voce raccoglie le informazioni riguardanti l'Offenbacher Fußball-Club Kickers 1901 nelle competizioni ufficiali della stagione 1974-1975.

## Stagione
Nella stagione 1974-1975 il Kickers Offenbach, allenato da Otto Rehhagel, concluse il campionato di Bundesliga al 8º posto. In Coppa di Germania il Kickers Offenbach fu eliminato al primo turno dall'Union Solingen.

## Rosa
| N. |                     | Ruolo | Calciatore           |
| -- | ------------------- | ----- | -------------------- |
|    | Germania (bandiera) | P     | Fred-Werner Bockholt |
|    | Germania (bandiera) | P     | Wilfried Kohls       |
|    | Germania (bandiera) | D     | Peter Berg           |
|    | Germania (bandiera) | D     | Peter Enders         |
|    | Germania (bandiera) | D     | Volker Faß           |
|    | Germania (bandiera) | D     | Wolfgang Rausch      |
|    | Austria (bandiera)  | D     | Hans Schmidradner    |
|    | Germania (bandiera) | D     | Lothar Skala         |
|    | Germania (bandiera) | D     | Amand Theis          |
|    | Germania (bandiera) | C     | Rainer Blechschmidt  |
|    | Austria (bandiera)  | C     | Josef Hickersberger  |

| N. |                     | Ruolo | Calciatore       |
| -- | ------------------- | ----- | ---------------- |
|    | Germania (bandiera) | C     | Dietmar Hoffmann |
|    | Germania (bandiera) | C     | Manfred Ritschel |
|    | Germania (bandiera) | C     | Winfried Schäfer |
|    | Germania (bandiera) | C     | Klaus Weber      |
|    | Germania (bandiera) | A     | Egon Bihn        |
|    | Germania (bandiera) | A     | Michael Bordt    |
|    | Germania (bandiera) | A     | Sigfried Held    |
|    | Germania (bandiera) | A     | Norbert Janzon   |
|    | Germania (bandiera) | A     | Erwin Kostedde   |
|    | Germania (bandiera) | A     | Fred Kromm       |
|    | Germania (bandiera) | A     | Dieter Schwemmle |

## Organigramma societario
Area tecnica
- Allenatore: Otto Rehhagel
- Allenatore in seconda:
- Preparatore dei portieri:
- Preparatori atletici:

## Calciomercato

### Sessione estiva
| Acquisti | Acquisti         | Acquisti                     | Acquisti |
| R.       | Nome             | da                           | Modalità |
| -------- | ---------------- | ---------------------------- | -------- |
| A        | Michael Bordt    | Kickers Offenbach (juniores) |          |
| A        | Norbert Janzon   | Wormatia Worms               |          |
| D        | Wolfgang Rausch  | Rot-Weiss Essen              |          |
| A        | Dieter Schwemmle | Twente                       |          |

| Cessioni | Cessioni         | Cessioni              | Cessioni |
| R.       | Nome             | a                     | Modalità |
| -------- | ---------------- | --------------------- | -------- |
| P        | Bernd Helmschrot | Olympia Wilhelmshaven |          |
| C        | Herbert Meyer    | Hannover 96           |          |
| C        | Stefan Rückert   | VfR Mannheim          |          |
| D        | Niko Semlitsch   | Saarbrücken           |          |

### Sessione invernale
| Acquisti | Acquisti | Acquisti | Acquisti |
| R.       | Nome     | da       | Modalità |
| -------- | -------- | -------- | -------- |

| Cessioni | Cessioni | Cessioni | Cessioni |
| R.       | Nome     | a        | Modalità |
| -------- | -------- | -------- | -------- |

## Risultati

### Bundesliga

#### Girone di andata
| Arbitro: | Ohmsen |

|                                                               |           |  |
| Schäfer 19’ Schwemmle 31’ Kostedde 49’, 70’ Held 57’ Bihn 89’ | Marcatori |  |

| Arbitro: | Kindervater |

|           |           |  |
| Bertl 90’ | Marcatori |  |

| Arbitro: | Basedow |

|                                       |           |            |
| Kliemann 5’ Brück 52’, 76’ Weiner 78’ | Marcatori | 73’ Janzon |

| Arbitro: | Hillebrand |

|                                   |           |              |
| Held 20’ Schwemmle 51’ Janzon 87’ | Marcatori | 60’ Ohlicher |

| Arbitro: | Lutz |

|  |           |             |
|  | Marcatori | 85’ Schäfer |

| Arbitro: | Roth |

|                                 |           |            |
| Janzon 9’ Held 60’ Ritschel 84’ | Marcatori | 86’ Gerber |

| Arbitro: | Meuser |

|                       |           |  |
| Budde 28’ Fischer 31’ | Marcatori |  |

| Arbitro: | Eschweiler |

|                        |           |           |
| Kostedde 2’ Janzon 43’ | Marcatori | 88’ Erler |

| Arbitro: | Weyland |

|                                        |           |                                                                         |
| Ohling 8’ Assauer 40’ (rig.) Weist 74’ | Marcatori | 47’, 66’ Kostedde 50’ (rig.) Ritschel 58’ Janzon 61’ Schwemmle 88’ Held |

| Arbitro: | Redelfs |

|                                                                 |           |                               |
| Hickersberger 2’ Ritschel 47’ (rig.) Kostedde 70’ Schwemmle 78’ | Marcatori | 34’, 43’ (rig.), 57’ Simonsen |

| Francoforte sul Meno 2 novembre 1974, ore 15:30 CET 11ª giornata | Eintracht Francoforte | 0 – 0 referto | Kickers Offenbach | Waldstadion (58 000 spett.)\| Arbitro: \| Tschenscher \| |
| Arbitro:                                                         | Tschenscher           |               |                   |                                                          |

| Arbitro: | Wichmann |

|                                 |           |                            |
| Schwemmle 1’ Held 2’ Janzon 24’ | Marcatori | 37’ Jakobs 48’ Stolzenburg |

| Arbitro: | Hennig |

|              |           |                            |
| Sandberg 80’ | Marcatori | 29’ Hickersberger 53’ Held |

| Arbitro: | Schröder |

|                                          |           |                                         |
| Janzon 3’ Hickersberger 55’ Kostedde 73’ | Marcatori | 19’ Seliger 21’ (aut.) Rausch 83’ Dietz |

| Arbitro: | Roth |

|                                                       |           |          |
| Burgsmüller 27’ (rig.), 34’ Fürhoff 64’, 82’ Bast 76’ | Marcatori | 44’ Held |

| Arbitro: | Ohmsen |

|                                      |           |  |
| Ritschel 8’ (rig.) Hickersberger 60’ | Marcatori |  |

| Arbitro: | Zuchantke |

|                                      |           |                            |
| Herzog 47’ Baltes 58’ Zimmermann 62’ | Marcatori | 72’ Kostedde 90’ Schwemmle |

#### Girone di ritorno
| Arbitro: | Redelfs |

|                           |           |                                                              |
| Müller 16’ Rummenigge 24’ | Marcatori | 33’ (rig.) Ritschel 59’ (aut.) Beckenbauer 66’ Hickersberger |

| Arbitro: | Hilker |

|                                                   |           |             |
| Kostedde 27’, 72’ Ritschel 65’ (rig.) Schäfer 87’ | Marcatori | 32’ Volkert |

| Arbitro: | Ohmsen |

|                                    |           |              |
| Rausch 36’ Janzon 57’ Kostedde 70’ | Marcatori | 29’ Szymanek |

| Arbitro: | Wichmann |

|                                   |           |            |
| Hilkes 7’ Weller 68’ Ohlicher 71’ | Marcatori | 61’ Janzon |

| Arbitro: | Roth |

|              |           |                                       |
| Kostedde 83’ | Marcatori | 4’ Neumann 12’ Simmet 56’, 69’ Müller |

| Wuppertal 7 marzo 1975, ore 20:00 CET 23ª giornata | Wuppertal | 0 – 0 referto | Kickers Offenbach | Stadion am Zoo (5 000 spett.)\| Arbitro: \| Dittmer \| |
| Arbitro:                                           | Dittmer   |               |                   |                                                        |

| Arbitro: | Engel |

|                                               |           |  |
| Hickersberger 32’ Schmidradner 37’ Janzon 41’ | Marcatori |  |

| Arbitro: | Waltert |

|               |           |  |
| Gersdorff 41’ | Marcatori |  |

| Arbitro: | Fork |

|                                                                  |           |           |
| Kostedde 3’, 73’ Hickersberger 23’ Janzon 44’ Höttges 54’ (aut.) | Marcatori | 45’ Röber |

| Arbitro: | Horstmann |

|                                                         |           |                               |
| Heynckes 18’, 87’ Simonsen 19’, 79’ (rig.) Wittkamp 45’ | Marcatori | 24’ Kostedde 68’ Schmidradner |

| Arbitro: | Redelfs |

|                         |           |              |
| Janzon 65’ Ritschel 75’ | Marcatori | 1’ Grabowski |

| Arbitro: | Meuser |

|  |           |                            |
|  | Marcatori | 22’ Ritschel 87’ Schwemmle |

| Arbitro: | Weyland |

|                             |           |                        |
| Hickersberger 37’ Theis 44’ | Marcatori | 77’ Frosch 88’ Pirrung |

| Arbitro: | Lutz |

|                       |           |            |
| Lehmann 60’ Dietz 66’ | Marcatori | 70’ Rausch |

| Arbitro: | Picker |

|              |           |                                        |
| Kostedde 58’ | Marcatori | 50’ Lorant 82’ Strauch 90’ Burgsmüller |

| Arbitro: | Basedow |

|                                 |           |              |
| Holz 42’ Lameck 60’ (rig.), 64’ | Marcatori | 40’ Kostedde |

| Arbitro: | Roth |

|                       |           |                             |
| Held 13’ Kostedde 86’ | Marcatori | 2’, 87’ Zimmermann 45’ Seel |

### Coppa di Germania
| Arbitro: | Teichert |

|                                 |           |             |
| Stockhausen 52’ (rig.) Lenz 90’ | Marcatori | 47’ Schäfer |

## Statistiche

### Statistiche di squadra
| Competizione      | Punti | In casa | In casa | In casa | In casa | In casa | In casa | In trasferta | In trasferta | In trasferta | In trasferta | In trasferta | In trasferta | Totale | Totale | Totale | Totale | Totale | Totale | DR  |
| Competizione      | Punti | G       | V       | N       | P       | Gf      | Gs      | G            | V            | N            | P            | Gf           | Gs           | G      | V      | N      | P      | Gf     | Gs     | DR  |
| ----------------- | ----- | ------- | ------- | ------- | ------- | ------- | ------- | ------------ | ------------ | ------------ | ------------ | ------------ | ------------ | ------ | ------ | ------ | ------ | ------ | ------ | --- |
| Bundesliga        | 38    | 17      | 12      | 2       | 3       | 49      | 27      | 17           | 5            | 2            | 10           | 23           | 35           | 34     | 17     | 4      | 13     | 72     | 62     | +10 |
| Coppa di Germania | -     | 0       | 0       | 0       | 0       | 0       | 0       | 1            | 0            | 0            | 1            | 1            | 2            | 1      | 0      | 0      | 1      | 1      | 2      | -1  |
| Totale            | 38    | 17      | 12      | 2       | 3       | 49      | 27      | 18           | 5            | 2            | 11           | 24           | 37           | 35     | 17     | 4      | 14     | 73     | 64     | +9  |

### Andamento in campionato
| Giornata  | 1 | 2 | 3  | 4 | 5 | 6 | 7 | 8 | 9 | 10 | 11 | 12 | 13 | 14 | 15 | 16 | 17 | 18 | 19 | 20 | 21 | 22 | 23 | 24 | 25 | 26 | 27 | 28 | 29 | 30 | 31 | 32 | 33 | 34 |
| --------- | - | - | -- | - | - | - | - | - | - | -- | -- | -- | -- | -- | -- | -- | -- | -- | -- | -- | -- | -- | -- | -- | -- | -- | -- | -- | -- | -- | -- | -- | -- | -- |
| Luogo     | C | T | T  | C | T | C | T | C | T | C  | T  | C  | T  | C  | T  | C  | T  | T  | C  | C  | T  | C  | T  | C  | T  | C  | T  | C  | T  | C  | T  | C  | T  | C  |
| Risultato | V | P | P  | V | V | V | P | V | V | V  | N  | V  | V  | N  | P  | V  | P  | V  | V  | V  | P  | P  | N  | V  | P  | V  | P  | V  | V  | N  | P  | P  | P  | P  |
| Posizione | 1 | 6 | 12 | 9 | 5 | 5 | 6 | 6 | 4 | 3  | 2  | 1  | 1  | 1  | 4  | 2  | 4  | 2  | 2  | 2  | 2  | 3  | 5  | 4  | 5  | 5  | 6  | 5  | 3  | 3  | 4  | 6  | 7  | 8  |

Legenda:

Luogo: C = Casa; T = Trasferta. Risultato: V = Vittoria; N = Pareggio; P = Sconfitta.

### Statistiche dei giocatori
| Giocatore        | Bundesliga | Bundesliga | Bundesliga  | Bundesliga | Coppa di Germania | Coppa di Germania | Coppa di Germania | Coppa di Germania | Totale   | Totale | Totale      | Totale     |
| Giocatore        | Presenze   | Reti       | Ammonizioni | Espulsioni | Presenze          | Reti              | Ammonizioni       | Espulsioni        | Presenze | Reti   | Ammonizioni | Espulsioni |
| ---------------- | ---------- | ---------- | ----------- | ---------- | ----------------- | ----------------- | ----------------- | ----------------- | -------- | ------ | ----------- | ---------- |
| P. Berg          | 5          | 0          | 0           | 0          | 0                 | 0                 | 0                 | 0                 | 5        | 0      | 0           | 0          |
| E. Bihn          | 19         | 1          | 0           | 0          | 1                 | 0                 | 0                 | 0                 | 20       | 1      | 0           | 0          |
| R. Blechschmidt  | 0          | 0          | 0           | 0          | 0                 | 0                 | 0                 | 0                 | 0        | 0      | 0           | 0          |
| F. Bockholt      | 34         | 0          | 0           | 0          | 1                 | 0                 | 0                 | 0                 | 35       | 0      | 0           | 0          |
| M. Bordt         | 1          | 0          | 0           | 0          | 0                 | 0                 | 0                 | 0                 | 1        | 0      | 0           | 0          |
| P. Enders        | 21         | 0          | 0           | 1          | 0                 | 0                 | 0                 | 0                 | 21       | 0      | 0           | 1          |
| V. Faß           | 27         | 0          | 2           | 0          | 1                 | 0                 | 0                 | 0                 | 28       | 0      | 2           | 0          |
| S. Held          | 31         | 8          | 2           | 0          | 1                 | 0                 | 0                 | 0                 | 32       | 8      | 2           | 0          |
| J. Hickersberger | 30         | 8          | 5           | 0          | 1                 | 0                 | 0                 | 0                 | 31       | 8      | 5           | 0          |
| D. Hoffmann      | 0          | 0          | 0           | 0          | 0                 | 0                 | 0                 | 0                 | 0        | 0      | 0           | 0          |
| N. Janzon        | 34         | 12         | 0           | 0          | 1                 | 0                 | 0                 | 0                 | 35       | 12     | 0           | 0          |
| W. Kohls         | 0          | 0          | 0           | 0          | 0                 | 0                 | 0                 | 0                 | 0        | 0      | 0           | 0          |
| E. Kostedde      | 31         | 18         | 1           | 0          | 0                 | 0                 | 0                 | 0                 | 31       | 18     | 1           | 0          |
| F. Kromm         | 0          | 0          | 0           | 0          | 0                 | 0                 | 0                 | 0                 | 0        | 0      | 0           | 0          |
| W. Rausch        | 34         | 2          | 9           | 0          | 1                 | 0                 | 0                 | 0                 | 35       | 2      | 9           | 0          |
| M. Ritschel      | 32         | 8          | 7           | 0          | 1                 | 0                 | 0                 | 0                 | 33       | 8      | 7           | 0          |
| H. Schmidradner  | 32         | 2          | 3           | 0          | 1                 | 0                 | 0                 | 0                 | 33       | 2      | 3           | 0          |
| D. Schwemmle     | 31         | 7          | 3           | 0          | 1                 | 0                 | 0                 | 0                 | 32       | 7      | 3           | 0          |
| W. Schäfer       | 33         | 3          | 2           | 0          | 1                 | 1                 | 0                 | 0                 | 34       | 4      | 2           | 0          |
| L. Skala         | 15         | 0          | 0           | 0          | 0                 | 0                 | 0                 | 0                 | 15       | 0      | 0           | 0          |
| A. Theis         | 12         | 1          | 1           | 0          | 1                 | 0                 | 0                 | 0                 | 13       | 1      | 1           | 0          |
| K. Weber         | 1          | 0          | 0           | 0          | 0                 | 0                 | 0                 | 0                 | 1        | 0      | 0           | 0          |